# Воденица Витомира Ђорђевића у Турији (Кучево)
Воденица Витомира Ђорђевића у Турији, месту у општини Кучево, подигнута је средином 19. века. За свој рад користила је воду са реке Дајше, чије је ушће у реку Пек недалеко од воденице. Воденица је проглашена за непокретно културно добро као споменик културе.

## Изглед воденице
Воденица у Турији позната као „Трујачка воденица“, по фамилији Трујића који су дуго били њени власници, је приземна, правоугаоне основе, димензијa 9,40 x 4,00 m. Унутрашњи простор воденице подељен је на воденицу и собу за воденичара. Зидови воденичког простора изведени су у бондручној конструкцији, са испуном од чамових дасака, док су зидови собе за воденичара зидани опеком старог формата. Под у воденици је од дасака постављених преко потпасница, док је у соби воденичара од набијене земље. Спољашња и унутрашња површина зидова собе воденичара је малтерисана и кречена. Кров је четвороводан и покривен је бибер црепом. У воденичком простору налазе се два воденичка камена, који су радили по принципу вертикалног воденичког кола.
Воденица је комплетно реновирана 1934. године и њен данашњи изглед је из тог периода. Садашњи власник и ортаци већ дужи низ година не користе воденицу, па је јаз замуљен, а воденица урасла у коров. 